# Frank Hartmann (Fußballspieler, August 1960)
Frank Hartmann (* 17. August 1960 in Hannover) ist ein ehemaliger deutscher Fußballspieler.

## Karriere
Aus der Jugend des TSV Havelse hervorgegangen, erhielt Hartmann bei Hannover 96 einen Lizenzspieler-Vertrag für die 2. Bundesliga Nord.
Sein Profidebüt fand in Hannover statt: Am 29. August 1980 kamen die 96er in der 1. Runde des DFB-Pokals zu einem 8:1-Sieg im Heimspiel gegen Borussia Hannover. Sein Zweitligadebüt gab er am 30. September (11. Spieltag) beim 2:0-Sieg im Auswärtsspiel gegen den OSV Hannover. Sein erstes Tor im Profibereich bedeutete am 12. November (12. Spieltag) den 3:1-Endstand im Heimspiel gegen Holstein Kiel; das Tor erzielte er in der 85. Minute, zwei Minuten nach seiner Einwechslung für Karsten Surmann.
Nach fünf Spielzeiten wechselte er zur Saison 1985/86 zum Bundesligisten FC Bayern München, für den er seinen ersten Einsatz erst im Europapokal der Landesmeister am 2. Oktober 1985 gegen Górnik Zabrze bekam. Das Spiel endete mit 4:1 Toren in München und Hartmann erzielte dabei das zwischenzeitliche 2:1. Am 8. Oktober 1985 (4. Spieltag) gab er sein Bundesligadebüt gegen seinen „alten“ Verein; beim 6:0-Heimsieg über Hannover 96 erzielte er das 3:0. Zwei Jahre beim FC Bayern München bescherten ihm seine größten sportlichen Erfolge: In der ersten Saison trug er in 19 Spielen mit vier Toren zum Gewinn der Meisterschaft bei und wurde im DFB-Pokal-Finale am 3. Mai 1986 gegen den VfB Stuttgart in der 84. Minute für den dreifachen Torschützen Roland Wohlfarth eingewechselt. So auch am 16. August 1986 (2. Spieltag), als er in der 66. Minute für diesen, in der Auswärtsbegegnung bei Fortuna Düsseldorf, welche die Bayern mit 3:0 gewannen, eingewechselt wurde. Der 24-minütige Einsatz war sein letzter für die Münchener, denn er kehrte  zurück nach Hannover. Mit sechs Treffern in 24 Spielen trug er zum Aufstieg der 96er bei, für die er in der Folgesaison in zwölf Einsätzen einmal traf.
Ein während der Saison 1987/88 erlittener Kreuzbandriss führte zum Ende seiner professionellen Karriere. Hartmann bestritt 32 Bundesligaspiele und erzielte fünf Tore und bestritt 158 Zweitligaspiele, in denen er 47 Tore schoss.
Danach spielte er in Prominentenmannschaften und für niederklassige Amateurvereine. Parallel dazu baute er gemeinsam mit Karsten Surmann die Soccer Park Hannover GmbH, eine Halle für Fußball, Tennis, Squash und Badminton, auf, deren Geschäftsführer er ist.
Trainer Werner Biskup überredete Frank Hartmann 1994 zur Rückkehr in den höherklassigen Fußball. Gemeinsam mit Karsten Surmann, Martin Giesel und Bastian Hellberg, mit denen er bereits 1985 unter Biskup den Aufstieg mit Hannover 96 in die 1. Bundesliga geschafft hatte, versuchte er, den VfL Osnabrück in die 2. Bundesliga zurückzubringen. Während seine Rückkehr mit 32 Spielen und 12 Toren gelang, verpasste der VfL den Aufstieg knapp.
Danach absolvierte er noch zwei Spielzeiten in der Niedersachsenliga beim türkischen SV Damla Genç und kehrte anschließend zu seinem ehemaligen Jugendverein TSV Havelse als Spielertrainer zurück. Im Juli 2000 gab er das Amt nach Querelen mit dem Hauptsponsor auf.
Hartmann, der bis dahin maßgeblich an Erfolgen der jeweiligen Altherrenmannschaften von Hannover 96 beteiligt war, trat nach internen Querelen Mitte der Saison 2022/23 als Mitglied bei Hannover 96 aus. Er gründete 2023 den Verein SP Hannover 23, mit dem er in der Saison 2023/24 in einer Spielgemeinschaft mit dem VfB Peine startete und direkt in der ersten Saison Ü-60-Niedersachsenmeister wurde.

## Erfolge
- Deutscher Meister 1986, 1987
- DFB-Pokal-Sieger 1986
- Deutscher Amateurmeister 1995

## Privates
Ab 2006 betrieb er zehn Jahre lang gemeinsam mit seiner Frau Claudia die Gaststätte Pinkenburg in Wennigsen.